# Asunder
Asunder ist ein freier CD-Ripper zum digitalen Auslesen von Audio-CDs („Rippen“ oder spezifischer DAE) für unixoide Betriebssysteme. Zur grafischen Darstellung wird GTK+ verwendet.

## Geschichte
Asunder wurde erstmals im Januar 2005 veröffentlicht. Danach wurde die Entwicklung vorübergehend gestoppt, bis sie im Sommer 2007 wieder aufgenommen wurde.
Asunder ist veröffentlicht unter der GNU General Public License.

## Funktionen
- Asunder kann Audiodateien in den Formaten WAV, MP3, Ogg Vorbis, FLAC, Opus, WavPack, Musepack, AAC und Monkey’s Audio abspeichern.
- Per CDDB-Protokoll können CD-Titelinformationen abgefragt werden (die veränderbare Standardeinstellung ist freedb.org)
- Es können M3U-Playlisten erstellt werden.
- Es kann in mehrere Formate gleichzeitig exportiert werden.
- Gleichzeitiges Rippen und Encodieren.